# Avenida Higienópolis (Londrina)
A Avenida Higienópolis é uma das mais antigas e principais logradouros da cidade de Londrina, no estado brasileiro do Paraná.

## História
Localizado na região central da cidade, entre o centro histórico e o Jardim Higienópolis, seu projeto original e abertura, foi elaborado e executado no início da década de 1930 pelos colonizadores oriundos de São Paulo que desejavam uma via com similaridades a Avenida Paulista, porém, os primeiros residentes, em grande parte da extensão da avenida, eram formados por industriais, comerciantes e profissionais liberais que chegavam a nova cidade em busca de fortunas. 
O traçado original foi projetado por Arthur Thomas, presidente da Companhia de Terras Norte do Paraná e George Craig Smith, cuja família morava na Avenida Paulista, além de ser o incentivar do projeto, o russo Eugênio Victor Larionoff, que construiu, em 1936, a primeira residência do logradouro.  
Com o passar dos anos, a Avenida Higienópolis transformou-se no endereço do classe mais abastada da cidade, tornando-se uma via de grandes residências e palacetes e virando uma espécie de ponto turístico para visitantes de outras localidades, tudo isso, entre os anos de 1950 e no início da década de 1960, que foi o período em que a rua recebeu pavimento asfáltico. 
A partir da década de 1970, a Higienópolis passou por uma grande transformação e deixou de ser exclusivamente residencial, começando a receber construções comerciais e pequenos edifícios, executados, em parte, pelas famílias tradicionais de Londrina e seus descendentes. Mas, não demorou muito, para a via representar no que é hoje, a principal rua comercial da cidade, tendo entre seus endereçamentos grandes empresas, lojas e restaurantes que incluem franquias internacionais, além de shopping centers.